# هوهنلپته
هوهنلپته (به آلمانی: Hohenlepte) یک منطقهٔ مسکونی در آلمان است که در تسربست واقع شده‌است. هوهنلپته ۲۴۳ نفر جمعیت دارد.